# Montilla
Montilla ist eine spanische Stadt in der Provinz Córdoba, in Andalusien. Die Gemeinde es ist das Hauptsitz der Gerichtsbezirk Montilla und von die comarca Campiña Sur.
Die Wirtschaft der Stadt basiert auf dem Wein- und Olivenanbau mit der Lebensmittelindustrie zur Herstellung von Wein und Olivenöl sowie dem gesamten Handwerk für den lokalen Bedarf und der Keramikproduktion. Montilla gehört zusammen mit dem nahegelegenen Moriles und anderen Gemeinden zum Weinanbaugebiet mit der Herkunftsbezeichnung Montilla-Moriles.

## Geografie
Montilla befindet sich im Süden der Provinz im geografischen Zentrum Andalusiens bei, etwa 44 km südlich der Provinzhauptstadt Córdoba. Die Gemeinde liegt auf flachem Gelände mit sanften Hügeln, die typisch für die Campiña sind. Unter diesen Erhebungen sticht der Cerro del Macho mit einer Höhe von 700 Metern hervor. Das Gebiet umfasst auch die sogenannte Montilla-Bergkette östlich der Stadt, die aus einer Reihe hoher Hügel besteht. In den Bergen sticht der „cerro de Don Juan“ mit seiner Vielzahl einheimischer Arten hervor.

## Geschichte
Der historiografischen Überlieferung zufolge fand hier die Schlacht von Munda statt, wobei Munda das heutige Montilla ist. Andere Interpretationen lehnen die Annahme ab, dass es sich um das heutige Montilla handelt.

### Mittelalter und Neuzeit
Im Rahmen der spanischen Reconquista eroberte Ferdinand III. 1240 und 1241 die Stadt zurück und kolonisierte sie in der Folgezeit mit Siedlern aus León.
Im 14. Jahrhundert wurde die Stadt dem Adelsgeschlecht Aguilar übertragen und 1453 wurde Gonzalo Fernández de Córdoba im hiesigen Schloss geboren, dessen Eigentümer sein Vater, Pedro Fernández de Córdoba, Herr von Aguilar, war. Die Stadt wurde allmählich zur Festung ausgebaut. Zu Beginn des 16. Jahrhunderts war Montilla die Hauptstadt der Markgrafschaft von Priego und die Stadt erlebte einen wirtschaftlichen Aufschwung und eine Zunahme der Bevölkerung.
1508 ließ König Ferdinand der Katholische das Schloss von Montilla zerstören, um den Markgrafen von Priego zu bestrafen. Gleichzeitig besiedelten verschiedene religiöse Ordensgemeinschaften die Stadt, darunter die Franziskaner, Augustiner, Klarissen, Jesuiten und Konzeptionistinnen. Durch das Wirken bedeutender Kirchenmänner gibt es zahlreiche Heilige, die mit der Stadt in Verbindung stehen wie  Francisco Solana (dt. Franziskus Solanus), Schutzpatron Montillas, der 1549 in Montilla geboren wurde, Johannes von Avila, Franz von Borja oder auch Johannes von Gott. Aber auch bekannte Künstler oder Schriftsteller wie Miguel de Cervantes, Inca Garcilaso de la Vega und Luis de Góngora y Argote haben die Stadtgeschichte mitgeprägt.
Zu Beginn des 17. Jahrhunderts brachten Missernten, Hungersnöte und Epidemien in Montilla eine Stagnation der Stadtentwicklung, dennoch verlieh Philipp IV. 1630 Montilla das Stadtrecht. In den nächsten hundert Jahren begannen die Bevölkerungszahlen wieder zu steigen und 1711 verband sich die Stadt mit der Markgrafschaft von Priego. Die damit verbundener Vertreibung des Jesuitenordens 1767 führte auch zur Schließung der von dem Orden geführten Schule, wodurch das überdurchschnittlich hohe Bildungsniveau in der Stadt sank.

### 19. und 20. Jahrhundert
Im 19. Jahrhundert folgten Choleraepidemien, die französische Besetzung und eine damit einhergehende Überführung von Kirchengütern in Nationaleigentum, aber auch ihre Versteigerung an Privatleute. Das wiederum erzeugte in der gesamten Region politische Unruhen (Carlistenkriege), was einen innerspanischen Kulturkampf entfachte und in der Ausrufung der Ersten Republik endete. Im 1865 wurde die Eisenbahnlinie Córdoba-Málaga eingeweiht, die einen Bahnhof in Montilla hat.
Nach dem Ende der Zweiten Republik wendet sich auch Montilla politisch dem Sozialismus zu. Die Stadt war zu der Zeit eng mit der Person von Don Francisco de Alvear verbunden, der die Jesuiten zur Rückkehr in die Stadt bewegte. Der Graf erwarb auch das Haus des Garcilaso de la Vega und schenkte es der Stadt Montilla zur Einrichtung einer öffentlichen Bibliothek.

## Wirtschaft

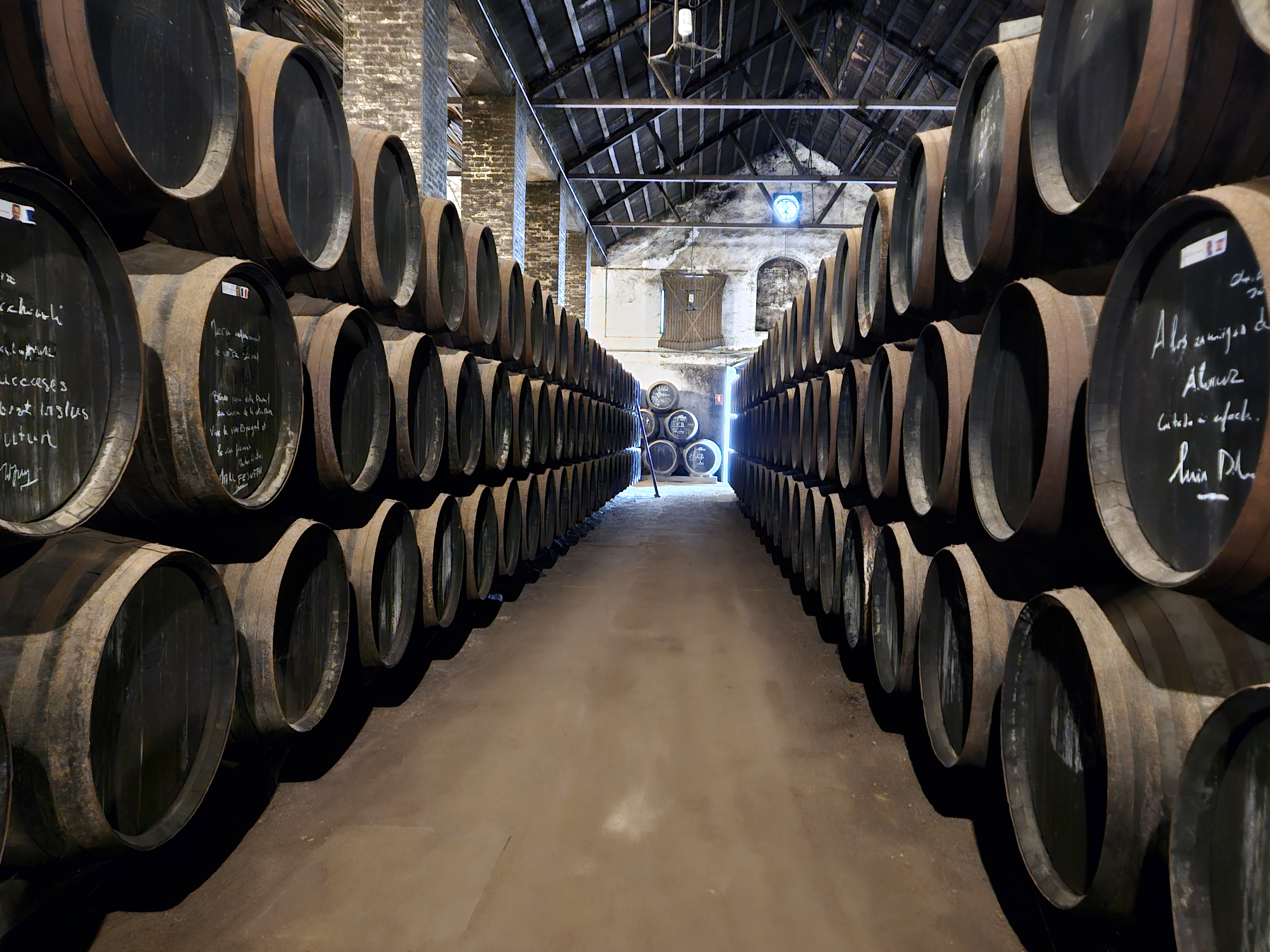
Bodegas Alvear

Der Weinbau stellt einen wichtigen Wirtschaftszweig der Gemeinde, weshalb es zahlreiche Weingüter gibt. Bodegas Alvear wurde 1729 gegründet und ist das älteste noch aktive Weingut Andalusiens. Montilla produziert praktisch ausschließlich Wein, was sich in der Herkunftsbezeichnung Montilla-Moriles widerspiegelt. Aus der einen weißen Traubensorte Pedro Ximénez werden vier verschiedene Grundtypen von Sherry hergestellt: Fino, Amontillado, Oloroso und der Süßwein Pedro Ximénez, Grundlage für Málaga und Cream Sherry. Die gebrauchten Fässer werden später teilweise zur Reifung verschiedener schottischer Whiskys verwendet.

## Geologie
Die Böden sind ob der extremen Kalkhaltigkeit weiß und werden daher als Tierras albarizas bezeichnet.

## Klima
Das Klima Montillas ist mediterran mit einigen kontinentalen Einschlägen.

## Persönlichkeiten
- Gonzalo Fernández de Córdoba (1453–1515), General und Staatsmann
- Francisco Solano (1549–1610), Ordenspriester und Franziskaner
- Miguel de Barrios (1635–1701), Dichter und Historiker
- Úrsula López (* 1976), Flamenco-Tänzerin und -Choreografin
- José de la Torre (1987–2024), Schauspieler und Model